# Fürstbischöfliche Küferei
Die Fürstbischöfliche Küferei ist ein denkmalgeschütztes Ensemble innerhalb von Neustadt an der Weinstraße.

## Lage
Das Ensemble befindet sich im Stadtteil Hambach an der Weinstraße unmittelbar an der Deutschen Weinstraße und ist Bestandteil der Denkmalzone Oberhambach. In unmittelbarer Nachbarschaft befinden sich das Gründerzeitliche Herrenhaus Grohé, das Katholische Pfarrhaus und die katholische Kirche St. Jakobus.

## Geschichte
Das Gebäude wurde während der ersten Hälfte des 18. Jahrhunderts errichtet. Zunächst beherbergte es eine Gastwirtschaft mit dem Namen „Zum Weißen Kreuz“, später „Zur Goldenen Krone“. Von 1955 bis 1993 war dort ein Postamt eingerichtet.
Im Laufe der 2000er Jahre wurde am Gebäude – wie bei vielen anderen innerhalb von Hambach – eine Infotafel mit der Überschrift Ehemals fürstbischöfliche Küferei angebracht, die einen geschichtlichen Abriss über das Gebäude enthält.

## Baustil
Das Bauwerk ist ein barockisiertes Fachwerkhaus mit einem Walmdach. Ein Emblem über dem Eingang zeigt ein Fass mit gekreuztem Reißhaken und steht für die einst dort untergebrachte Küferei. Die Krone symbolisiert die einstiges Herrschaft des Fürstbischofs. Am Obergeschoss steht in einer Muschelnische eine barocke Steinfigur Josef von Nazaret, Holzhandwerker.
Hinzu kommt ein Anbau mit Laubengang, der im 19. Jahrhundert entstand, im Kern jedoch mutmaßlich älter ist und vielleicht bereits um 1773 angelegt wurde.